# Fernando Núñez Sagredo
Fernando Núñez Sagredo (falecido a 31 de março de 1639) foi um prelado católico romano que serviu como bispo da Nicarágua (1631–1639).

## Biografia
Natural de Monasterio de Rodilla, Fernando Núñez Sagredo foi ordenado sacerdote na Ordem da Santíssima Trindade. A 3 de dezembro de 1631, foi nomeado bispo da Nicarágua durante o papado do Papa Urbano VIII. A 8 de julho de 1633, foi consagrado bispo por Luis de Cañizares, bispo de Comayagua. Serviu como Bispo da Nicarágua até à sua morte no dia 31 de março de 1639.